# Юхо, Иосиф Александрович
Иосиф Александрович Юхо (бел. Язэп Аляксандравіч Юхо; 19 марта 1921 — 29 июня 2004) — историк права, доктор юридических наук (1980), профессор кафедры теории и истории государства и права Юридического Факультета БГУ (1983), основатель первой научной школы государства и права Беларуси, друг Рады международного общественного объединения ЗБС «Бацькаўшчына».

## Биография
Родился 19 марта 1921 года в городе Минске. В 1928 г. пошёл в первый класс польской восьмилетней школы в Минске, по окончании которой продолжал учёбу в школе № 2. В 1938 г. окончил среднюю общеобразовательную школу и поступил в Белорусский политехнический институт. В 1941 году окончил Горьковское училище зенитной артиллерии. В 1949 году окончил Минский юридический институт, в 1954 — аспирантуру Института философии и права АН БССР.

### Во время войны
Был командиром огневого взвода (под Москвой, 1941), заместитель командира зенитной пушки и начальник артиллерии стрелкового полка на Южном и Западном фронтах. Дважды тяжело ранен. С 3-м Белорусским фронтом освобождал Витебск, Полоцк, воевал в Восточной Пруссии. Окончил войну в звании майора. Награждён орденами Отечественной войны I степени и Красной Звезды, медалями. В 1946 году уволился из армии.

### Послевоенная карьера
1954—1956 гг. — работал младшим научным сотрудником Института философии и права АН БССР.
1956—1961 гг. — работал доцентом кафедры гражданского и гражданско-процессуального права юридического факультета Белорусского государственного университета
1961—1964 гг. — работал заместителем Председателя юридической комиссии при Совете Министров Белорусского ССР.
В 1965 году Иосиф Александрович окончательно связывает свою судьбу с юридическим факультетом Белорусского Государственного университета, сейчас уже с кафедрой теории и истории государства и права.
1967—1974 гг. — являлся заведующим кафедрой теории и истории государства и права.
1974—1982 гг. — был заместителем декана юридического факультета Белорусского государственного
университета.
1983—2004 г. — был профессором кафедры теории и истории государства и права БГУ.

## Научная деятельность
В 1963 г. разработал и начал читать курс лекций по истории государства и права Белоруссии. Исследовал происхождение названий «Беларусь», «Белая Русь», «Литва» и доказал, что название «Беларусь» как название народа и географическое название территории закрепилось в полном объёме только во второй половине XIX в.; обосновал и доказал, что статуты Великого княжества Литовского (1529, 1566, 1588), а также общеземские, областные и волостные грамоты имели своим главным источником древнее белорусское обычное право; доказал, что статуты ВКЛ были первыми в Европе сводами законов (а не кодексами), содержащими нормы конституционного, гражданского, уголовного, процессуального и других отраслей права; провел исследования правовых и политических взглядов Франциска Скорины и обосновал предположение о его участии в разработке Статута 1529 года; исследовал историю государственного-правовых связей древних белорусских государств с другими государствами, а Великого княжества Литовского с Королевством Польским и доказал, что Кревская (1385), Виленско-Радомская (1401), Городельская (1413) и даже Люблинская (1569) унии не привели к ликвидации Великого княжества Литовского и не подорвали его обособленности и суверенности; обосновал утверждение, что Речь Посполитая являлась конфедерацией двух суверенных государств — Польши и Великого княжества Литовского, а после принятия Конституции 3-го мая 1791 года конфедерация была преобразована в федерацию; исследовал биографию Андрея Тадеуша Костюшко и его руководство восстанием 1794 года; обосновал утверждение о возникновении государств на территории восточной Европы в период до нашей эры и предложил новое понятие государства.

### Диссертации
Кандидатскую диссертацию защитил в 1954 г. в Институте государства и права АН СССР на тему: «Установление Советской власти в Западной Белоруссии в 1939 г.».
Докторскую диссертацию на тему «Общественно-политический строй и право Белоруссии в XVI ст.» защитил в 1980 г. в Киевском государственном университете им. Т. Шевченко.